# Пенабили
Пенабили (итал. Pennabilli) је насеље у Италији у округу Римини, региону Емилија-Ромања.
Према процени из 2011. у насељу је живело 980 становника. Насеље се налази на надморској висини од 580 м.

## Становништво
Према резултатима пописа становништва 2011. у општини је живело 3.017 становника.
| 1931. | 1936. | 1951. | 1961. | 1971. | 1981. | 1991. | 2001. | 2011. |
| ----- | ----- | ----- | ----- | ----- | ----- | ----- | ----- | ----- |
| 5.203 | 5.229 | 5.060 | 4.004 | 3.045 | 3.211 | 3.124 | 3.139 | 3.017 |